# Kathmandu District
Kathmandu District er et af Nepals 75 administrative og politiske regioner, betegnet distrikter (lokalt betegnet district, zilla, jilla el. जिल्ला). Kathmandu er et distrikt i bakkeområdet Middle Hills, som ligger i Bagmati Zone i Central Development Region.
Kathmandu areal er 395 km² og der boede ved folketællingen 2001 i alt 1.081.845 og i 2007 1.208.421 i distriktet. Distriktets politiske organ District Development Committee er sammensat gennem indirekte valg, med repræsentation fra hver af de 9-17 administrative enheder ilakaer, hvert distrikt er opdelt i.
Kathmandu District er endvidere opdelt i 59 udviklingskommuner (lokalt navn: Gaun Bikas Samiti (G.B.S.) el. Village Development Committee (VDC)), hvoraf byer med over 10.000 indbyggere kategoriseres som købstæder (municipalities).
Kathmandu District er udviklingsmæssigt – gennem anvendelse af FN og UNDP's Human Development Index – kategoriseret som nr. 1 ud af Nepals 75 distrikter.

## Eksterne links
- Kort over Kathmandu District
- Kathmandu District sundhedsprofil – fra FN-Nepal (på engelsk)

27°42′N 85°20′Ø / 27.7°N 85.33°Ø